# Kathleen Harter
Kathleen « Kathy » Harter épouse Marcus puis Shubin (née le 27 octobre 1946) est une joueuse de tennis américaine, professionnelle dans les années 1970.
Avec Helga Niessen, elle a atteint la finale du double dames en 1976 à Roland-Garros (défaite contre la paire Bonicelli-Sheriff).